# Saint-Martin-de-Londres
Saint-Martin-de-Londres là một xã thuộc tỉnh Hérault trong vùng Occitanie phía nam nước Pháp.